# Les Mauvais Coups
Cet article concerne un roman. Pour le film, voir Les Mauvais Coups (film).
Les Mauvais Coups est le second roman de Roger Vailland publié en 1948 après une phase de réflexion qui suit le succès de son premier roman Drôle de jeu. Roger Vailland a également adapté son roman pour le cinéma dans un film de François Leterrier avec Simone Signoret comme actrice principale en 1961.

## Présentation
Un poème de Vailland, intitulé Un sale oiseau, issu du fonds Vailland conservé à la médiathèque Élisabeth-et-Roger-Vailland de Bourg-en-Bresse (manuscrit et non daté) et paru dans la revue Europe en 1970 (p.80-81, 1970) paraît particulièrement intéressant.
Il contient en effet plusieurs indices indiquant qu’il précède de peu la gestation des Mauvais coups, roman écrit entre août 1947 et février 1948, avec ses références au métro de Sceaux – Vailland habite Sceaux entre 1948 et 1950 (1) -  et surtout ce sale oiseau alors que Milan, le héros au nom de rapace, est justement hanté par ces oiseaux, qu’il tue un corbeau que Roberte appelle ton sale oiseau, poème qui commence ainsi :

« Au creux de ma poitrine

Niche un oiseau d’argile.

Lorsque je brûle, il se dessèche

Comme la boue à la fin de l’été,

La flamme me rend à la poussière. »
  

(1) En décembre 1947, Vailland s’installe au second étage du 14 avenue de Verdun à Sceaux, chez ses amis De Meyenbourg qui lui prêtent un appartement. Il y restera jusqu’en décembre 1950.

## Résumé

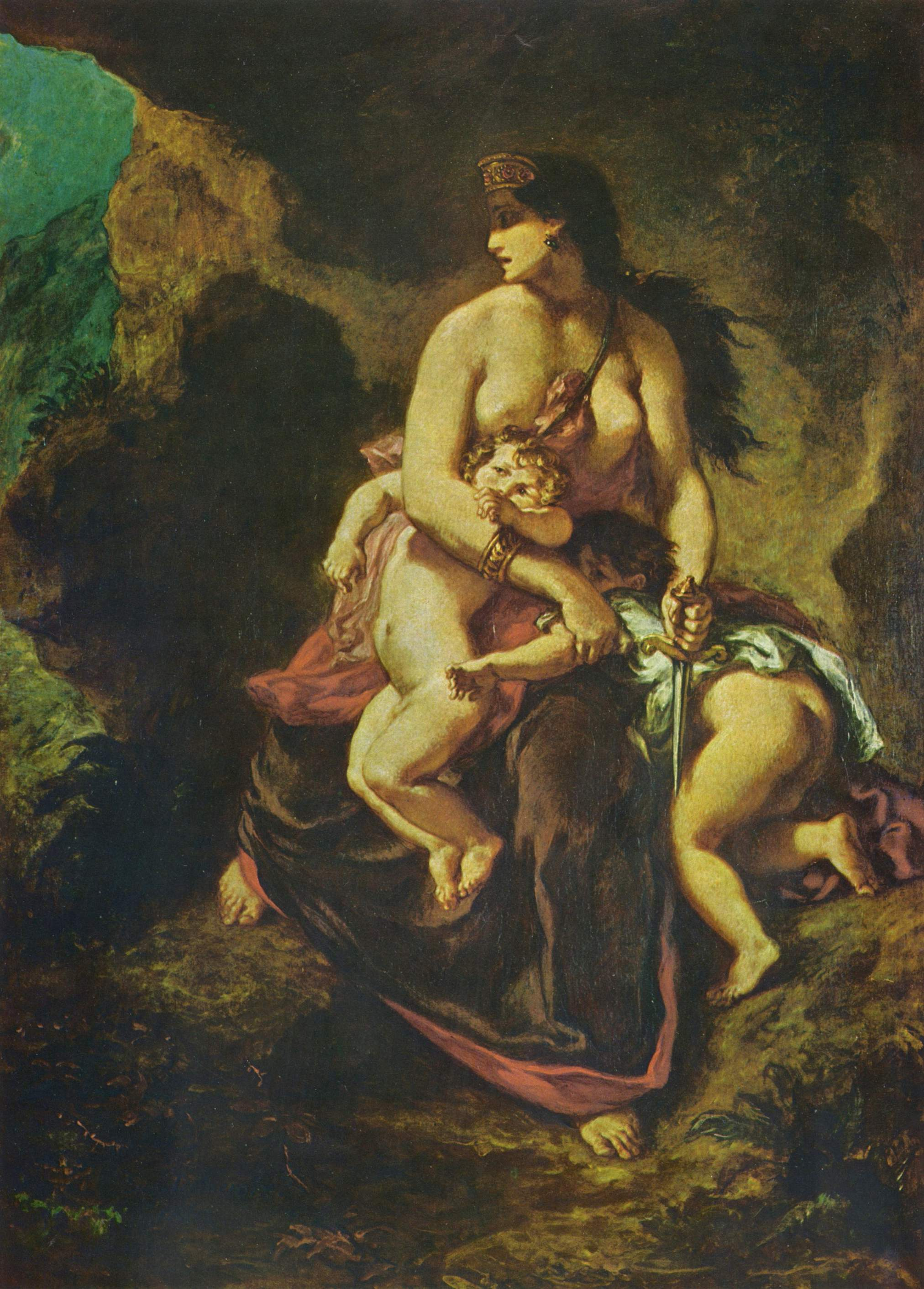
Médée femme jalouse

Milan, le héros du roman au nom de prédateur, qui vit avec Roberte la fin d’un amour-passion dévorant, est sensible au charme naturel d’une jeune institutrice Hélène. Son travail l’a rendue indépendante  des hommes, lui confère la dignité que recherche Milan.
Au contraire, Roberte qui au début avait brûlé comme une flamme, dépend entièrement de Milan, sur tous les plans : sur le plan matériel comme sur le plan affectif où sa jalousie insupporte de plus en plus Milan, sa dépendance empêche l’égalité nécessaire entre partenaires.
À travers Roberte, Roger Vailland dénonce la possession des amants dans l’amour-passion, les débordements de cette passion et les minauderies des amours adolescentes. Hélène, autre image de la femme avec ses talons plats, son air à la fois assuré et farouche, tout ce qui plaît à Milan, qui cependant lui fera grâce, comme le chasseur qui relâche sa proie. « Ce que j’aime en vous, lui écrit-il, la droiture, la santé, l’intégrité, est justement ce que votre amour pour moi détruirait. »

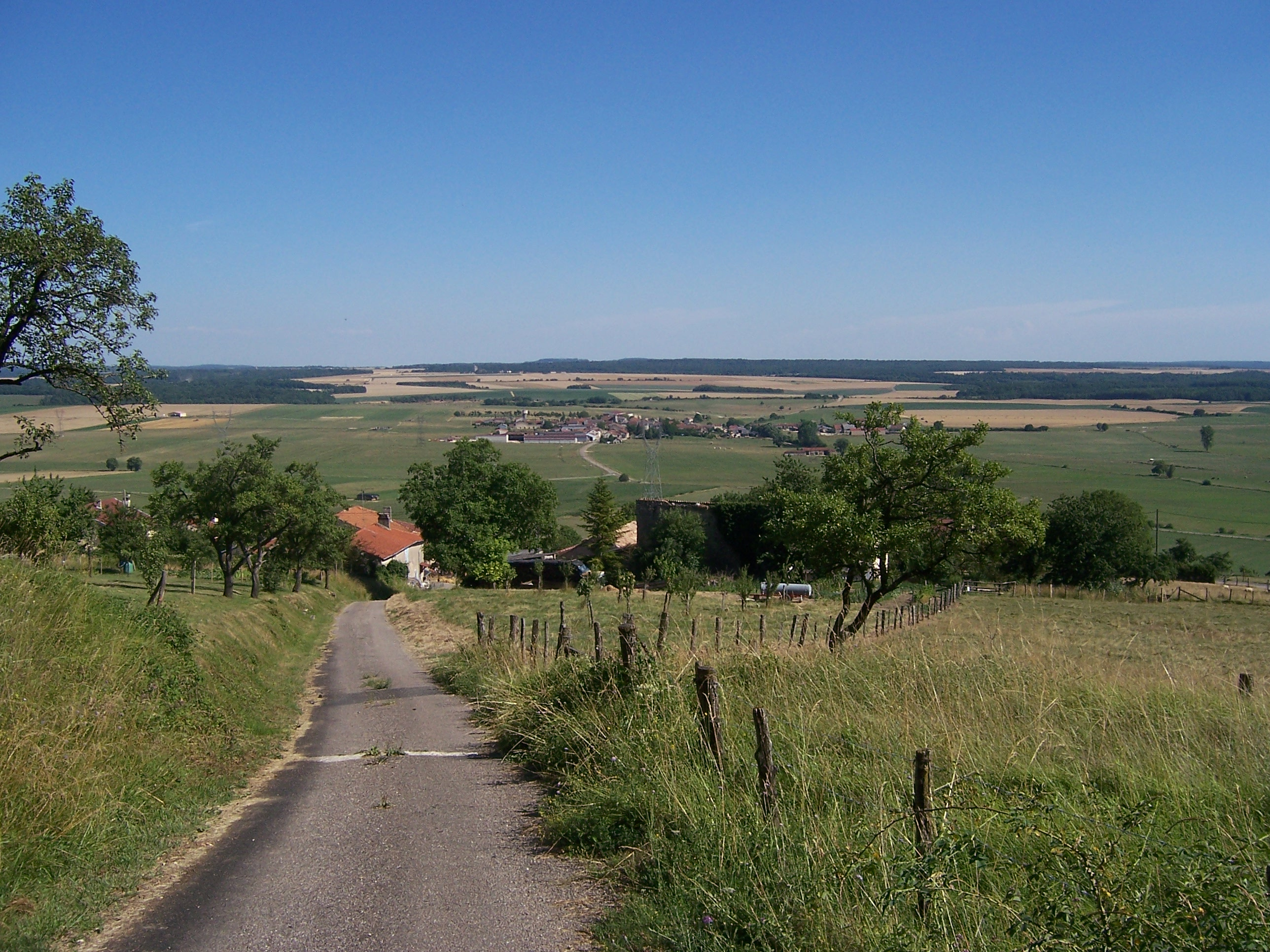
Paysage du roman

Roberte représente l’oiseau redoutable de la nuit : il la dessine d’un trait de crayon sous la forme d’un insecte monstrueux, « j’ai peur de tes mandibules » s’écrit-il. Dans un cauchemar, après une scène violente, il lutte contre un oiseau qui veut lui crever les yeux. Roberte a des pupilles de hibou qui se dilatent et se contractent, sa robe ressemble à « la toile hexagonale que l’araignée épeire suspend entre deux branches. » Roberte est une flamme de la nuit : « le jeu, l’alcool ou l’amour, dit Milan, ne lui sont que prétextes à flamber. »  Mais quand vient le jour, la flamme n’est plus que cendre. 
Milan ne peut supporter la vue d’un corbeau, cet oiseau qui incarne Roberte dans ses rêves, et perdant tout contrôle, il lui fracasse le crâne et jette son corps aux pieds de Roberte : « Il ressemble aux oiseaux que je vois dans mes cauchemars… c’est un sale bête. » Peu de temps après, Roberte se suicide. À la fin de sa vie, dans les Écrits intimes, Vailland écrira : « J’ai rompu avec Roberte et pour achever de m’en délivrer, il a encore fallu écrire Les mauvais coups et puis qu’elle meure. »
Roberte a deux gros défauts qui la condamnent irrémédiablement aux yeux de Milan : 
-	elle est d’une jalousie possessive. En 1958, Vailland confiera : « Ne croyez-vous pas indécent de considérer un être humain comme une propriété sur laquelle on a des droits ? »
-	elle veut vivre un amour-passion, posséder et être possédée : deux amants qui s’aiment de passion ne peuvent que se détester comme l’ivrogne déteste le vin, le drogué, la drogue.

## Roberte et Hélène
Roberte, la femme de Milan, voit dans l'arrivée d'Hélène un danger, une rivale avec qui il va falloir compter. Lors de sa première visite chez les Milan, Hélène « porte une robe en tissu imprimé et une veste en cuir rouge. » Roberte entreprend de faire l'éducation de la petite institutrice de province, la persuade d'essayer « une robe noire fort décolletée, longue et fendue sur le côté, » une robe qui puisse exciter la concupiscence de Milan et lui donnera l'occasion de le lui reprocher.
Milan aime les femmes vêtues de soie. Au casino, son regard est immédiatement capté par une femme, la Noiraude : « sous la chemisette de soie écrue, la gorge semblait bien faite. »
Hélène possède bien une robe noire mais fort différente : « Sur une robe de velours noir à collerette blanche, [elle porte] un petit tablier à carreaux bleus et blancs. » Elle n'aime pas les tenues trop sophistiquées mais est tout de même attirée par cette robe de Roberte, « une robe émeraude à manches longues, haut fermée par une collerette rigide tissée de fils d'or. »

## Éditions
- Les Mauvais Coups, Éditions Sagittaire, 1948, 253 p, rééditions Le livre de poche, 1970, Le club de la femme, 1971 avec une préface de René Ballet, Éditions Sagittaire, 1983,
  - réédition Éditions Grasset, collection Les cahiers rouges, 10/1991,  (ISBN 2-246-16634-9)

- Trois romans, Éditions Grasset, 1989, collection Aventures,  (ISBN 2-246-16-633-0)

contient : Les Mauvais Coups, Bon pied, bon œil et Un jeune homme seul

## Articles
- Roger Vailland,  Le cinéma et l’argent du cinéma, article sur lectura.fr[1]
- Le vêtement féminin dans les romans de Roger Vailland, article d'Élizabeth Legros, 2008, site Roger Vailland [2]
- Article d'Alain Virmaux sur le film Les Mauvais Coups de François Leterrier : Témoignages - François Leterrier, Revue Europe no 712-713 (numéro spécial consacré à Roger Vailland, 1988)[3]

## Film
- Les Mauvais Coups de François Leterrier : version DVD, Éditions Pathé, 11/2006[4]